# Veljun Primorski
Veljun Primorski is een plaats in de gemeente Senj in de Kroatische provincie Lika-Senj. De plaats telt 91 inwoners (2001).